# 前660年代
| 千纪： | 前1千纪 |
| 世纪： | 前8世纪 \| 前7世纪 \| 前6世纪                                                                              |
| 年代： | 前690年代 \| 前680年代 \| 前670年代 \| 前660年代 \| 前650年代 \| 前640年代 \| 前630年代                    |
| 年份： | 前669年 \| 前668年 \| 前667年 \| 前666年 \| 前665年 \| 前664年 \| 前663年 \| 前662年 \| 前661年 \| 前660年 |

## 重要事件
- 亚述重创埃及
- 晋献公娶骊姬，揭开骊姬之乱的序幕
- 狄人杀衛懿公，齐桓公存邢救卫
- 前662年—前660年：鲁国庆父之难
- 前660年：傳說神武天皇（神日本磐余彥尊）建立日本帝國。

## 出生
- 前665年：奚齊

## 死亡
- 前669年：衛惠公、阿萨尔哈东
- 前664年：秦宣公、子元、塔哈尔卡
- 前663年：薛伯
- 前662年：叔牙、魯莊公、子般
- 前661年：衛懿公、彥波瀲武鸕鷀草葺不合尊
- 前660年：庆父、秦成公